# Левитин, Игорь Евгеньевич
И́горь Евге́ньевич Леви́тин (род. 21 февраля 1952, п. Цебриково, Великомихайловский район, Одесская область, Украинская ССР, СССР) — российский государственный деятель. С мая 2024 года — советник президента РФ и спецпредставитель президента России по международному сотрудничеству в сфере транспорта. С 2013 по 2024 год — Помощник Президента Российской Федерации. С 2004 по 2012 год — Министр транспорта России.
Действительный государственный советник Российской Федерации 1 класса (2013). Председатель попечительского совета Федерации настольного тенниса России (в 2006—2008 — президент федерации). Член президентского совета Международной федерации настольного тенниса (ITTF).
Кандидат политических наук, доцент Московского государственного открытого педагогического университета.

## Биография
В течение 10 лет занимался настольным теннисом в спортивной школе Одессы под руководством тренера Феликса Осетинского.

### Военная карьера
В 1970 году в возрасте 18 лет был призван в армию. Получил военное образование. В 1973 году окончил Ленинградское высшее командное училище железнодорожных войск и военных сообщений имени М. В. Фрунзе. Срок подготовки командиров в училище тогда составлял 3 года. Службу начинал помощником военного коменданта в Одесском военном округе на Приднепровской железной дороге, а с 1976 г. находился в Южной группе Советских войск в Будапеште (Венгрия), где служил по 1980 год.
В 1983 году окончил Военную академию тыла и транспорта. Специальность — «инженер путей сообщения».
С 1983 по 1985 год занимал пост военного коменданта железнодорожного участка и станции Ургал на БАМе. Участвовал в стыковке «Золотого звена».
С 1985 по 1994 год проходил службу в органах военных сообщений на Московской железной дороге в должности военного коменданта участка, а затем — заместителя начальника военных сообщений.
Полковник запаса.

### В бизнесе (1994—2004)
В 1994 году уволился из Вооружённых сил и перешёл на работу в Финансово-промышленную компанию железнодорожного транспорта, где в 1995 году занял пост вице-президента. В 1996 году перешёл в ЗАО «Северстальтранс» (дочерняя структура ОАО «Северсталь-групп»), которая создавалась бизнесменом Алексеем Мордашовым как одна из первых частных компаний для конкуренции с ОАО «Российские железные дороги». В компании Левитин курировал транспортное машиностроение, железнодорожные перевозки и другие вопросы, уже через два года стал заместителем генерального директора. Он считался одной из ключевых фигур в компании, однако, по официальной информации, не имел в ней своей доли.
В те же годы входил в общественный совет при комиссии правительства РФ по реформе железнодорожного транспорта.
Активно занимался научной работой в области маршрутизации грузов.
Познакомился с Владимиром Путиным в декабре 2003 года на совещании на Коломенском тепловозостроительном заводе, где принимал участие как представитель собственника завода — компании «Северстальтранс».

### В правительстве России (2004—2012)
9 марта 2004 года был назначен министром транспорта и связи в Кабинете Михаила Фрадкова. В мае этого же года Министерство транспорта и связи было разделено на собственно Министерство транспорта (Игорь Левитин) и Министерство информационных технологий и связи (Леонид Рейман).
В составе министерства было образовано три подструктуры: Федеральная служба по надзору в сфере связи и Федеральное агентство связи были переведены из ведомства Левитина, а Федеральное агентство по информационным технологиям было образовано вновь.
Владимир Путин охарактеризовал Левитина как хорошего железнодорожника и транспортника и поставил первоочередную задачу на этом посту — радикально реформировать штат объединённого ведомства, сократив его с 2300 штатных единиц до 600. Высвободившиеся кадры планировалось направить во вновь образованные подведомственные учреждения.
В правительстве Виктора Зубкова, сформированном 14 сентября 2007 года, Левитин сохранил свою должность.
12 мая 2008 года президент России Владимир Путин сформировал новый состав правительства. В правительстве Путина Левитин вновь сохранил свою должность.
В период деятельности Левитина в правительстве России произошёл ряд резонансных авиапроисшествий, вследствие чего Левитин получил в прессе прозвище «министр катастроф».
В конце октября 2008 года был избран председателем совета директоров ОАО «Аэрофлот» — одного из крупнейших российских авиаперевозчиков. На этом посту сменил бывшего помощника президента Путина Виктора Иванова.
Несмотря на запрещение законом «О правительстве» (ст. 11), занимал должности председателя Совета директоров ОАО «Международный аэропорт Шереметьево» и ОАО «Аэрофлот». Последняя должность была занята в соответствии с распоряжением правительства Российской Федерации № 1282-р

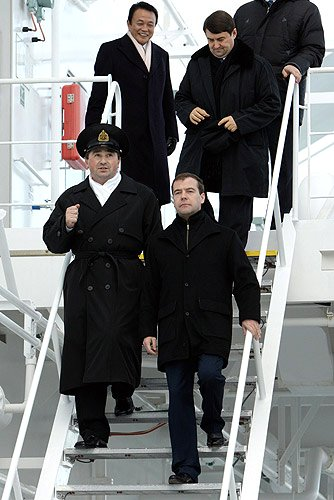
Игорь Левитин (справа во втором ряду), февраль 2009 года

Входил в Общественный совет при правительственной комиссии по реформе железнодорожного транспорта.
Принадлежащее Левитину ЗАО «Дормашинвест» аффилировано с десятками юридических лиц по всей России, работающих в сфере транспорта и связанных экономическими интересами с министерством транспорта. ЗАО «Дормашсервис» регулярно получало государственные контракты от структур, подведомственных Левитину как министру. Основные поступления через контракты осуществлялись министерством транспорта по поставкам в рамках заказов подведомственных организаций министерства у дочерних компаний ЗАО «Дормашинвест».
Входит в совет директоров открытого акционерного общества «Объединённая авиастроительная корпорация» (ОАО «ОАК»).
9 октября 2010 года стал одним из четырёх кандидатов на пост мэра Москвы, предложенных президенту РФ Дмитрию Медведеву партией «Единая Россия».
30 декабря того же года возглавил Комиссию по проверке деятельности работы авиационного комплекса в условиях критической ситуации (тогда многие рейсы были отменены из-за сильных снегопадов и последующего обледенения самолётов).
Лично курировал реконструкцию Московского проспекта в Ярославле. Эта дорожная стройка стала самой крупной в городе.
После взрыва в московском аэропорту Домодедово в январе 2011 года Левитин не чувствовал за собой никакой ответственности, но предложил уволить главу Ространснадзора Геннадия Курзенкова.
После авиакатастроф «Ту-134» под Петрозаводском 22 июня 2011 года и «Як-42» под Ярославлем 7 сентября 2011 года, в которой погибла хоккейная команда «Локомотив», Левитин давал президенту и парламенту РФ невразумительные объяснения о состоянии российского авиапарка, однако и на сей раз в отставку отправлен не был.
21 мая 2012 года в новое правительство Д. А. Медведева не вошёл.

### Деятельность на посту министра транспорта
Когда И. Левитин занял свой пост, Владимир Путин прокомментировал это назначение: «Левитин, конечно, производит впечатление такого цельного мужика, сильного и квалифицированного. <…> Он хороший транспортник, хороший железнодорожник, профессиональный».
Вступив в должность, во исполнение указания руководства страны о сокращении чиновников Левитин сократил центральный аппарат ведомства более чем на 20 %. Около двух тысяч человек были сокращены в территориальных органах, а аппарат самого министерства стал в четыре раза меньше.
В ноябре 2004 года подписал соглашение со своим украинским коллегой Георгием Кирпой о работе Керченской переправы. Железнодорожно-паромное сообщение между портами Крым и Кавказ прекратилось после распада СССР. Подписание соглашения было направлено на его возобновление, которое действительно состоялось. К документу прилагались правила перевозки грузов и положение о совете по совместной эксплуатации переправы.
1 августа 2005 года было открыто скоростное движение между Москвой и Киевом. Левитин отметил преемственность в политике транспортных органов Украины — решение об открытии скоростного сообщения между столицами России и Украины было принято ещё при предыдущем украинском руководстве.
Для реализации проекта было отремонтировано 153 км пути, на 50 станциях скоростного маршрута Московской железной дороги заменено 132 стрелочных перевода на железобетонном основании. Левитин вручил награды министру транспорта и связи Украины Евгению Червоненко и президенту ОАО «РЖД» Владимиру Якунину за личный вклад в создание скоростного движения между столицами Украины и России, а также в развитие железнодорожного транспорта Украины и России. Они награждены медалями «За заслуги в развитии транспортного комплекса России».
В августе 2005 года Левитин представил частный фирменный поезд-отель «Гранд Экспресс» сообщением Москва — Санкт-Петербург.
3 октября 2005 года в Брюсселе Левитин и комиссар ЕС по вопросам транспорта Жак Барро подписали совместный документ, определяющий общие принципы, цели и структуру диалога Россия — ЕС в сфере транспорта и инфраструктуры.
В конце 2005 года Левитин вместе с главой Минэкономразвития Германом Грефом и министром иностранных дел Сергеем Лавровым обратились к президенту с требованием отменить запрет на определение высокоточных координат. Он был введён в интересах Минобороны и предусматривал точность на местности не выше 30 метров (против 10 м у GPS). Это обращение обеспечило запуск системы ГЛОНАСС с правовой точки зрения.
СМИ в этот период обратили внимание на реалистичную оценку Левитиным возможностей железнодорожного транспорта. В частности, в декабре 2005 года он категорически отклонил предложение начальника Октябрьской железной дороги Виктора Степова о строительстве железнодорожной ветки к нефтеналивному порту Приморск в Ленинградской области. «Туда — только труба», — заявил тогда Левитин.
На пресс-конференции Левитина по итогам работы Минтранса России в 2005 году он заявил о росте грузооборота на 3 % по сравнению с предыдущим годом — он достиг 2197 млрд тонно-километров, причём наибольший прирост грузооборота — порядка 7,7 % — достигнут на автомобильном транспорте. Причинами роста объёмов грузовых перевозок в основном явились оживление деятельности реального сектора экономики, увеличение объёма производства в основных грузообразующих отраслях.
Госдума приняла закон «О внесении изменений в отдельные законодательные акты Российской Федерации о создании Российского международного реестра судов», разработка которого заняла шесть лет. Закон «О транспортной безопасности» принят Государственной Думой в первом чтении в ноябре 2005 года.
В декабре 2005 года Левитин и председатель Внешэкономбанка Владимир Дмитриев подписали рамочный договор, согласно которому банк получил статус стратегического партнёра Министерства транспорта. В этой роли ВЭБ получил возможность контролировать участие других банков и финансовых учреждений в крупнейших проектах развития транспортной инфраструктуры России.
В сентябре 2006 года Левитин и министр транспорта, инфраструктуры, туризма и морских дел Французской Республики Доменик Пербен подписали меморандум о намерениях между двумя структурами обмениваться информацией о действующей законодательной и нормативно-технической базе России и Франции в области строительства и содержания платных автомобильных дорог, а также о методиках привлечения средств частных инвесторов в рамках государственно-частного партнёрства при строительстве, реконструкции автомобильных дорог, в том числе по проекту создания скоростной автомагистрали Москва — Санкт-Петербург.
В области железных дорог стороны договорились рассмотреть предложения по развитию высокоскоростных железных дорог, в том числе по созданию скоростной магистрали Москва — Санкт-Петербург и высокоскоростной магистрали Санкт-Петербург — Хельсинки.
В августе 2006 года был представлен новый ускоренный поезд Москва — Минск под названием «Славянский экспресс». Его время в пути составило 7 часов 30 мин — на 2,5 часов меньше, чем раньше. В 2011 году поезд начал ходить по удлинённому маршруту Москва — Брест.
В Кемерово был открыт мост через реку Томь на федеральной трассе М-53 «Байкал», что позволило увеличить грузоперевозки через Кемеровскую область в регионы Сибири, Дальнего Востока и европейскую часть России, а также мост «Юбилейный» через Волгу в Ярославле.
В 2006 году при участии Левитина в рамках Петербургского экономического форума был подписан российско-немецкий меморандум о сотрудничестве в сфере высокоскоростных перевозок. С российской стороны документ подписали Министерство транспорта и ОАО «РЖД», с немецкой — Deutsche Bahn и Siemens. Документ подразумевает обмен информацией в сфере высокоскоростного железнодорожного сообщения, в том числе в области создания и модернизации инфраструктуры такого сообщения, создания подвижного состава, технического оснащения высокоскоростных магистралей.
По результатам более чем 10 000 проверок авиапредприятий и организаций гражданской авиации была приостановлена деятельность 20 авиакомпаний, запрещена эксплуатация 12 воздушных судов, 43 аэродромов и посадочных площадок, выписано более 900 инспекторских предписаний. 280 тысяч нарушений было выявлено в сфере автотранспорта, по итогам проверок ведомство вернуло в госбюджет 140 миллионов рублей.
В ведомстве прошли аттестацию 229 работников судоходных компаний, ответственных за безопасность мореплавания и предотвращение загрязнения окружающей среды.
В начале 2007 года Левитин в качестве председателя межправительственной комиссии провёл переговоры о сотрудничестве с латвийской стороной. В результате уже весной того же года Россия и Латвия подписали договор о границе, судьба которого долгое время оставалась неопределённой. Латвия претендовала на территорию Пыталовского района Псковской области, однако в результате район остался в составе России.
В 2007 году Левитин заявил о ряде системных проблем в организации контроля и надзора на транспорте, выявленных в результате совместной проверки Минтранса и Генпрокуратуры, и намерении их исправить.
В декабре 2007 года Левитин и глава МИД Литвы Пятрас Вайтухунас подписали соглашение о судоходстве по Куршскому заливу и внутренним водным путям Калининградской области. В соответствии с документом был отменён разрешительный порядок судоходства в российских водах для иностранных судов. Российские суда получили в этих водах равные права с литовскими плавсредствами.
В конце 2007 года Минтранс подписал соглашение с германским отделением корпорации «Ллойд» на проведение освидетельствований судов, зарегистрированных в Российском международном реестре судов. Выступая с докладом, Левитин проинформировал членов Морской коллегии, что соглашение подписано в целях реализации положений Кодекса торгового мореплавания в отношении Российского международного реестра судов по поручению правительства РФ. Таким образом, российские суда оказались на контроле одной из старейших и самых представительных страховых компаний.
В декабре 2007 года Левитину и его израильскому коллеге Шаулю Мофазу удалось предотвратить эскалацию конфликта между двумя странами, вызванного разногласиями по вопросу о предоставлении израильской авиакомпании KAL лицензии на осуществление регулярных грузовых авиарейсов из Израиля в Москву. Причиной стало отклонение чартера израильской авиакомпании от курса над территорией России, из-за чего встал вопрос о полном прекращении авиасообщения. Однако ведомствам удалось достичь соглашения об упорядочении перевозок и введении с декабря единого маршрута для нескольких компаний, в том числе «Эль-Аль» и «Трансаэро».
В 2008 году была принята разработанная при участии Минтранса Стратегия развития железнодорожного транспорта в Российской Федерации до 2030 года. В соответствии с ней к этому сроку предполагается рост грузооборота по сравнению с 2007 годом от 1,46 до 1,58 раза, пассажирооборота — от 1,16 до 1,33 раза. Данный временной интервал в Стратегии разделён на две части: до 2015 года и до 2030. Для реализации планов на первый период Министерством транспорта тогда же была разработана Федеральная целевая программа «Развитие транспортной системы России (2010—2015 годы)». Основная цель первого этапа — модернизация железнодорожной сети, второго — динамичное её расширение. Всего по минимальному варианту Стратегии к 2030 году планируется построить 16 тысяч км железнодорожных линий.
В 2008 году был закончен масштабный проект на Ярославском шоссе в Подмосковье — строительство Мытищинской развязки, позволившее сделать движение по трассе «Холмогоры» бессветофорным. До этого здесь были многочасовые пробки. За пять лет были построены три эстакады: въездную и выездную трассы для Королёва и трассу для въезда и выезда из Мытищ. Кроме того, на протяжении трассы от МКАД до Королёва построено несколько надземных пешеходных переходов. Открывая движение по развязке вместе с губернатором Московской области Борисом Громовым, Левитин пообещал, что Ярославское шоссе через пять лет станет одной из самых современных трасс Московской области.
В 2008 году был сдан 2-й пусковой комплекс автомобильной дороги М-27 Джубга — Сочи, строительство которой началось ещё в 1988 году, после чего финансирование было свёрнуто. Тогда же был построен тоннель на автомобильной дороге Адлер — Красная Поляна длиной 2,5 км. В результате ввода в эксплуатацию этого участка было завершено строительство всей дороги и открылась возможность для выдвижения г. Сочи в качестве города-кандидата на право проведения зимних Олимпийских игр 2014 года.
В декабре 2008 года на заседании правительственной комиссии Левитин предложил поддержать не только РЖД, но и частные компании, занимающие около 60 % рынка перевозок. По его словам, частным операторам необходимо рефинансировать прошлые займы и получить дополнительные кредитные средства на покупку новых вагонов. Наиболее крупные операторы, имеющие парк более 10 тысяч вагонов, подали заявки в Минтранс на получение господдержки на сумму около 30 млрд рублей. Такая же сумма предназначена для авиакомпаний, причём только для тех, которые за 11 месяцев 2008 года перевезли не менее 1 млн человек и не менее 50 % рейсов которых были регулярными.
Тогда же на фоне роста безработицы в России Министерство транспорта приступило к разработке программы по трудоустройству безработных россиян на временные работы по ремонту и строительству дорог. СМИ отметили, что ведомство в этом вопросе воспользовалось опытом США времён Великой депрессии. Левитин сообщил также, что министерство намерено просить Госдуму и правительство «внести изменения в законодательство, чтобы можно было оперативно перебрасывать субсидии из нашего источника и из региона в регион». Ведомство подготовило норматив, определяющий количество человек, необходимых для проведения работ на том или ином участке дорог.
13 октября 2009 года в Пекине в рамках встречи глав правительств России и Китая президент ОАО «РЖД» Якунин, Левитин и министр железных дорог КНР Лю Чжицзюнь подписали меморандум о взаимопонимании в области организации и развития скоростного и высокоскоростного железнодорожного сообщения на территории России.
Ещё один меморандум о взаимодействии между ведомствами был подписан в том же месяце Левитиным и его китайским коллегой Ли Шенлинем. В соответствии с документом стороны намерены реализовывать совместные проекты в области дорожного хозяйства, а также содействовать развитию автомобильных дорог, входящих в международные транспортные коридоры.

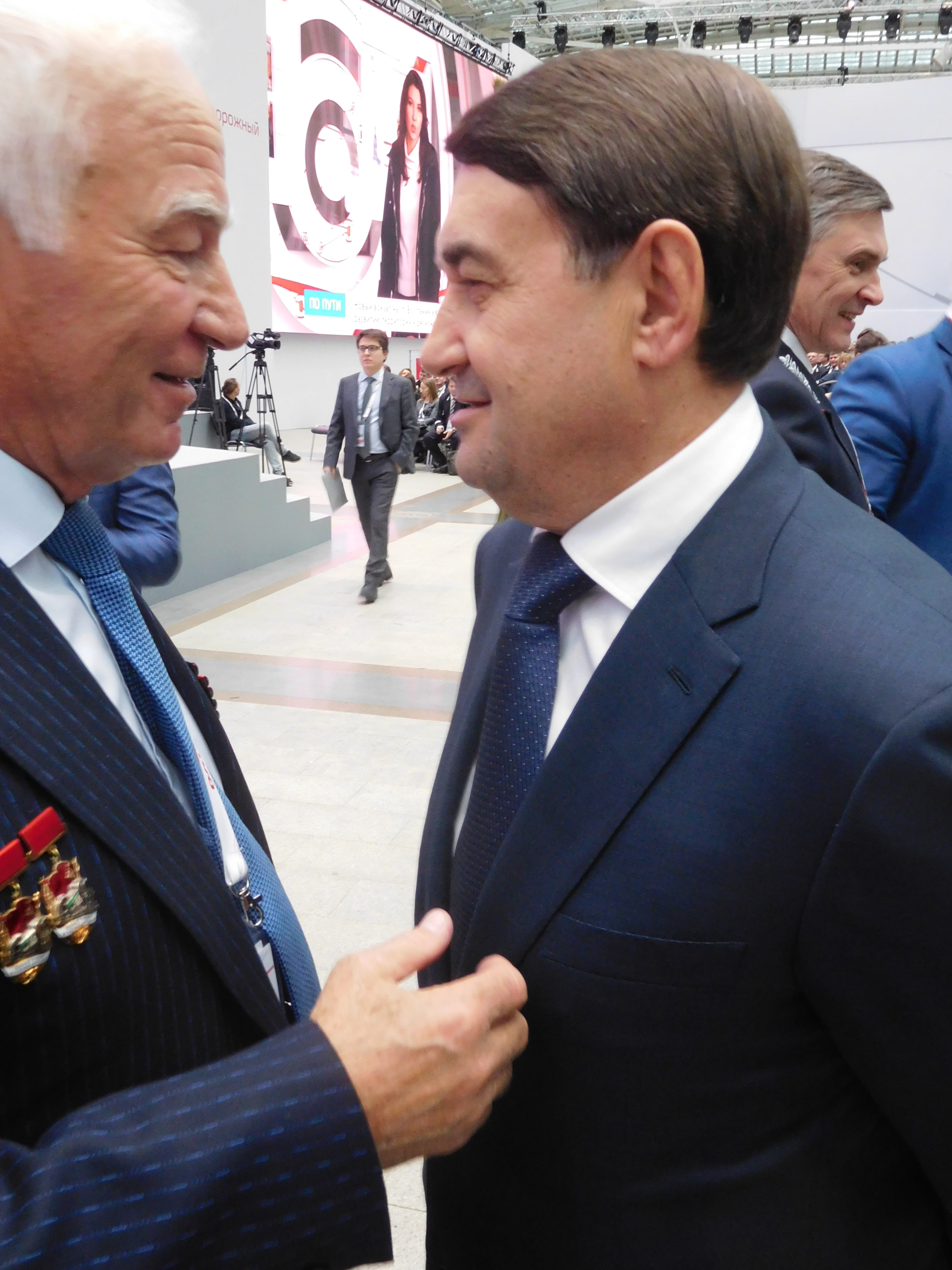
Первый президент РЖД Геннадий Фадеев и Игорь Левитин, 2017

В 2009 году Левитин сообщил, что с 2004 года (когда он вступил в должность) объём авиаперевозок ежегодно увеличивался на 10-15 %, а всего за пять лет вырос в полтора раза. Под его контролем был изменён подход к реализации Федеральной целевой программы по развитию транспортной системы в части модернизации аэродромов: раньше средства распределялись по многим аэропортам, что приводило к увеличению срока работ. По примеру автодорог был совершен переход к нормативному сроку строительства с концентрацией средств на одном из объектов.
В том же году начались воздушные перевозки пассажиров до 23 лет и старше 60 с Дальнего Востока в европейскую часть страны и обратно по специальным тарифам с соответствующим возмещением организациям воздушного транспорта выпадающих доходов из средств федерального бюджета.
В целях сохранения и развития местных и региональных авиаперевозок в районах Крайнего Севера были созданы казённые авиапредприятия на базе социально значимых аэропортов. Мера коснулась тех регионов, где местные авиаперевозки носят социальный характер и не являются предметом коммерчески эффективного бизнеса. В частности, только в Якутии казёнными стали 23 аэропорта.
В 2010 году была сдана первая очередь Северного объезда Новосибирска, являющегося частью федеральной трассы М-51 «Омск — Новосибирск» и спроектированного ещё в 1990-е годы.
В декабре 2010 года министры транспорта Белоруссии и России Иван Щербо и Левитин подписали соглашение об автомобильном контроле на внешней границе Союзного государства. Левитин сообщил, что стороны намерены в онлайн-режиме отслеживать систему контроля за автотранспортом. Кроме того, тогда же стороны подготовили проект плана по формированию объединённой транспортной системы на 2011—2012 годы. «Мы не останавливаемся, транспорт остановить невозможно. Интеграция наших систем продолжается», — заявил в связи с этими решениями И. Левитин.
Два проекта морских мостов — через Кольский залив и через пролив Босфор Восточный — были завершены соответственно в 2005 и 2012 году. Мост через Кольский залив на автодороге Кола — Печенга в Мурманской области стал узловым звеном в обеспечении автотранспортной связи районов Мурманской области с областным центром и скандинавскими странами (Норвегия, Финляндия).
Мост через Босфор Восточный на остров Русский соединил его с центральной частью Владивостока. Это один из крупнейших вантовых мостов в мире, центральный пролёт которого, длиной 1104 м, является рекордным в мировой практике мостостроения.
Ещё один вантовый мост — через Неву — стал крупнейшим из мостовых сооружений на Кольцевой автодороге Санкт-Петербурга. Он был открыт в 2004 году и связал северные участки кольца с федеральной дорогой «Россия», ведущей на Москву и в центр России. Первая очередь моста была введена в строй за рекордные три года. Строительство КАД закончилось в 2010 году — на 2 года раньше срока.
Тогда же были отмечены достижения в области эксплуатации морского транспорта: объём перевалки грузов в морских портах России составил 526 млн тонн по сравнению с максимальным объёмом в 420 млн тонн, достигнутым СССР. Кроме того, впервые в российской истории крупнотоннажный танкер арктического ледового класса «СФК Балтика» прошёл коммерческим рейсом по Северному морскому пути, доставив в Китай 117 тысяч тонн газового конденсата. Это подтвердило жизнеспособность и рентабельность регулярной доставки энергоносителей из бассейна Баренцева и Карского морей на рынки Азиатско-тихоокеанского региона по Северному морскому пути.

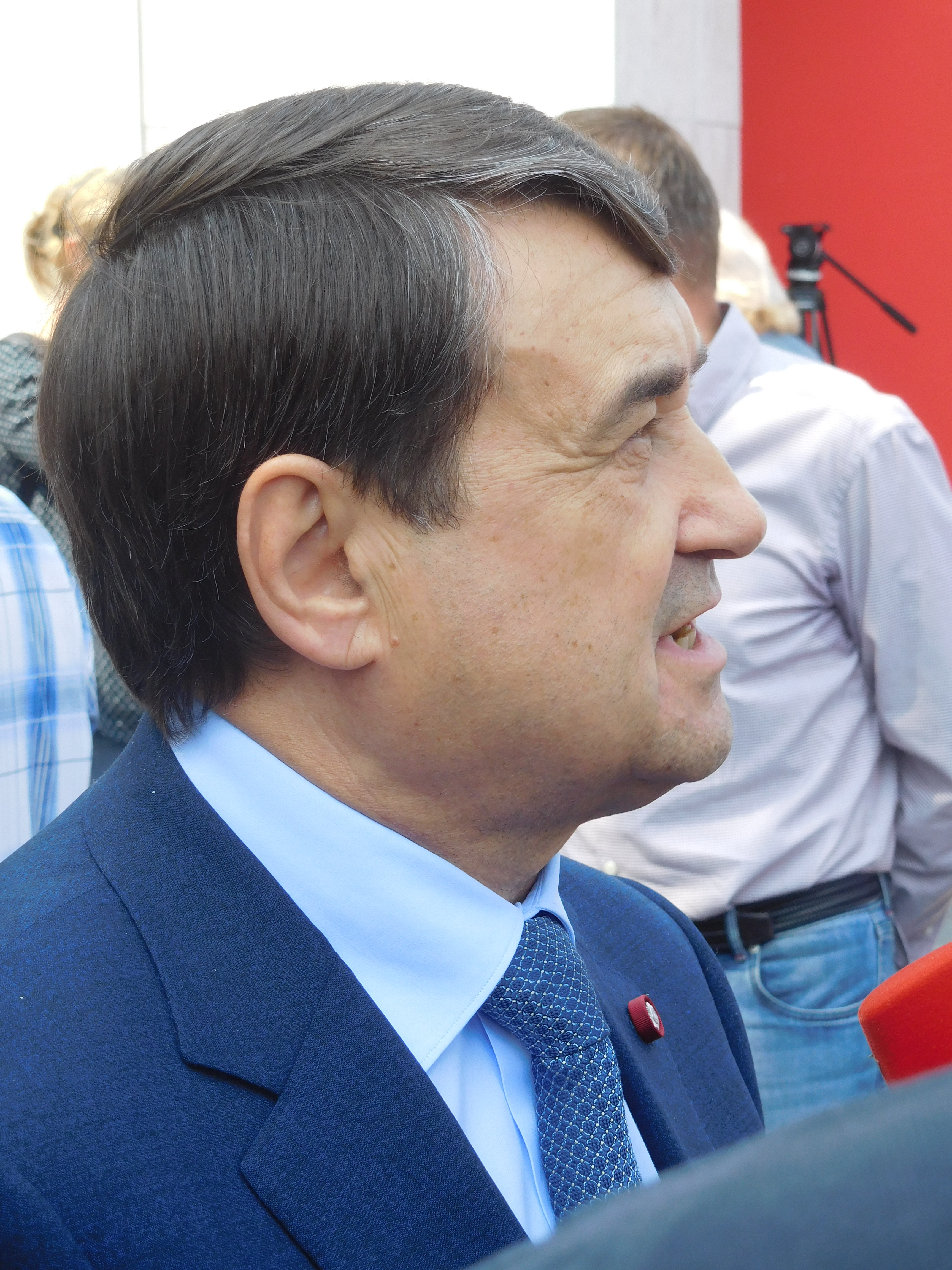
На праздновании 45-летия начала интенсивного строительства БАМа, Тында, 7 июля 2019 года

В 2007 году при участии Левитина был принят базовый для отрасли Закон о морских портах, который разрешил существовавшие ранее противоречия в арендных отношениях. В период кризиса морской транспорт в России увеличил грузооборот. В частности, объём перевалки в морских портах вырос на 5 %. В 2009 году в развитие морских портов инвестировано 25 млрд рублей федеральных средств и 100 млрд рублей — частных.
В 2010 году при участии Левитина было подписано «Соглашение о намерениях по реализации комплексного инвестиционного проекта „Урал Промышленный — Урал Полярный“ с развитием Северного широтного хода (Обская — Салехард — Надым — Пангоды — Новый Уренгой — Коротчаево)» между Федеральным агентством железнодорожного транспорта, правительством Ямало-Ненецкого автономного округа, ОАО «РЖД», «Газпромом», корпорацией «Урал Промышленный — Урал Полярный». Строительство Северного широтного хода позволит обеспечить выход грузопотока, генерируемого железнодорожной линией Салехард — Надым, на действующую сеть железных дорог общего пользования Северной железной дороги.
В начале 2011 года Левитин возглавил Координационный совет по развитию транспортной системы Москвы и Московской области. Покинув пост министра и став советником президента РФ, Левитин остался в составе совета.
В мае того же года Левитин открыл под Санкт-Петербургом многофункциональный комплекс ООО "Логистический парк «Янино». Его особенность в том, что грузы не стоят в ожидании обработки, а сразу поступают на склад, где и накапливаются. Они могут поступать в контейнерах, а могут — в крытых вагонах.
В 2012 году было достигнуто соглашение с Республикой Абхазия об изменении тарифов на перевозки грузов по железным дорогам. В соответствии с подписанным Левитиным и министром экономики Абхазии Давидом Ирадяном протоколом установлен единый тариф по всему маршруту в отличие от дифференцированного, действовавшего ранее. Стоимость перевозки снизилась на 22-25 рублей за тонну, или на 40-70 % в зависимости от вида груза и направления перевозки.
В 2011 году Левитин заявил, что Украина и Россия в течение 1,5 года планируют завершить изыскательные работы по проекту мостового перехода через Керченский пролив. Внешэкономбанк РФ, которому было поручено финансирование работ, начал поиск потенциальных инвесторов, готовых войти в проект наряду с государственными.
В 2012 году распоряжением премьер-министра РФ Виктора Зубкова был создан совет по развитию лесопромышленного комплекса при правительстве РФ. В него, в частности, вошли министр регионального развития Дмитрий Козак, министр транспорта Левитин, министр природных ресурсов Юрий Трутнев, министр промышленности и энергетики Виктор Христенко, руководитель Федеральной таможенной службы Андрей Бельянинов.
В 2013—2019 годах Левитин в качестве советника президента РФ по транспорту поддерживал проект высокоскоростной железнодорожной магистрали ВСМ Москва — Казань и делал публичные заявления о том, что мегапроект будет реализован в ближайшие годы, однако в апреле 2019 года, после решения президента Путина, вынужден был согласиться с замораживанием стройки на неопределённое время в пользу ВСМ Москва — Санкт-Петербург.

### Государственная деятельность (2012 — настоящее время)
С марта по июнь 2012 года — временно исполняющий обязанности главы Морской коллегии Российской Федерации. После него пост перешёл к Дмитрию Рогозину.
С 22 мая 2012 года по 2 сентября 2013 года — советник Президента Российской Федерации Владимира Путина, со 2 сентября 2013 года — его помощник.
Когда стало известно о назначении Игоря Левитина помощником президента РФ, пресс-секретарь последнего Дмитрий Песков сообщил, что в ведение Левитина перейдут вопросы, за которые ранее отвечал Юрий Трутнев. В частности, речь шла о региональной политике на Дальнем Востоке и вопросах по линии Государственного совета.
В августе 2012 года вошёл в состав Совета при президенте Российской Федерации по развитию физической культуры и спорта.
В этом же месяце принял участие в масштабном Международном авиатранспортном форуме «МАТФ» в Ульяновске. Число гостей превысило 2000, а всего праздник и авиашоу посетили более 100 000 жителей и гостей региона. Одним из главных итогов деловой программы стало подписание меморандума между Ульяновским авиационным кластером и Европейским партнёрством авиационных кластеров (ЕАСР).
Тогда же Кабмин Украины утвердил соглашение с Российской Федерацией о мерах по обеспечению безопасности мореплавания в Азовском море и Керченском проливе, подписанное Левитиным от российской стороны в марте. Вопросы судоходства в этих акваториях и делимитации морской границы долгое время оставались одними из самых сложных во взаимоотношениях Москвы и Киева — переговоры по ним велись с 1996 года.
Распоряжением Администрации Президента Российской Федерации от 3 сентября 2012 года Левитин назначен секретарём Государственного совета Российской Федерации.
В феврале 2013 года Левитин поручил разграничить полномочия агентств Министерства транспорта, регулирующих авиационную деятельность. Комментируя это решение, тогдашний замминистра транспорта РФ Валерий Окулов заявил, что Росавиция проводит сертификацию деятельности по ремонту и обслуживанию воздушных судов, а Ространснадзор лицензирует эту деятельность. Полномочия последней организации были признаны избыточными.
25 сентября 2013 года стал заместителем председателя Совета при Президенте Российской Федерации по развитию физической культуры и спорта.
17 октября 2013 года Левитин вошёл в Экономический совет при Президенте РФ. Решением Олимпийского собрания в мае 2014 года избран вице-президентом Общероссийского союза общественных объединений «Олимпийский комитет России».
В январе 2014 года вместе с замглавы администрации президента Антоном Вайно вошёл в состав наблюдательного совета госкорпорации «Ростех». Этим же указом президент прекратил полномочия членов набсовета Александры Левицкой и Людмилы Тяжельниковой.
Входит в рабочую группу при Президенте Российской Федерации по вопросам восстановления объектов культурного наследия религиозного назначения, иных культовых зданий и сооружений.
В сентябре 2014 года Левитин провёл в порту Восточный совещание по развитию портовой инфраструктуры Приморского региона. За 8 месяцев этого года суммарный грузооборот 6 портов Приморского края составил 68,5 млн тонн, что существенно превышает показатели аналогичного периода прошлого года. Преимущественно рост грузооборота произошёл из-за наращивания объёмов перевалки нефти и угля. Левитин отметил, что последние тенденции предполагают вывоз перевалки пылящих грузов за пределы городов. Он также раскритиковал схему движения большегрузных машин, идущих в порт. «Все дороги и развязки, построенные к саммиту АТЭС, загромождены большегрузным транспортом, в городе сильно затруднено движение, это неправильно».
Левитин поручил Федеральному агентству морского и речного транспорта взять на контроль доставку контейнеров в порт Владивостока, разгрузив городские дороги. Было поручено, в частности, решить вопросы ночного движения контейнеровозов, доставку контейнеров в порт по железной дороге.
В феврале 2014 года Левитин посетил с инспекционной поездкой Самару, где ознакомился с работой нового терминала аэропорта «Курумоч». Он признал, что аэропорт выгодно отличается от строящихся в других регионах. Строительство терминала началось ещё в бытность Левитина министром транспорта. Тогда пришлось пойти на риск, поскольку потенциального инвестора сначала не было и речь шла о финансировании из областного бюджета. 12 млрд рублей были выделены регионом, уже затем появились 8 млрд рублей сторонних инвестиций. Он также одобрил решение оставить старый терминал, который может пригодиться, чтобы развести болельщиков разных команд.
В 2014 году в Международный день инвалидов (3 декабря) при участии Игоря Левитина в Москве был открыт Центр паралимпийского спорта. В шестиэтажном здании на Тургеневской площади разместились офисы Паралимпийского комитета России, медиацентр, музей и универсальный спортивный зал.
В начале декабря 2014 года премьер-министр Дмитрий Медведев распорядился
организовать комитет по подготовке российских спортсменов к Олимпийским и Паралимпийским играм под председательством своего заместителя Аркадия Дворковича. В комитет вошли Игорь Левитин, министр спорта РФ Виталий Мутко, замминистра иностранных дел Геннадий Гатилов, первый замминистра обороны Аркадий Бахин.
С 2015 года Левитин курирует проект модернизации легкомоторного самолёта Ан-2 («кукурузник»), разработанный в Сибирском научно-исследовательском институте авиации имени С. А. Чаплыгина. На первом этапе специалисты разработали новое крыло, позволяющее почти в два раза улучшить скоростные характеристики машины. К 2016 году планируется завершить создание полностью обновлённой модификации воздушного судна.
В октябре 2015 года Игорь Левитин стал почётным гражданином города Сочи. С предложением об этом выступил сенатор от Краснодарского края Виталий Игнатенко. По его словам, Левитин внёс огромный вклад в создание новой инфраструктуры города.
На посту помощника президента Левитин также занимается вопросами жилищно-коммунального хозяйства.
С 21 декабря 2020 года — член президиума Государственного Совета Российской Федерации.
14 мая 2024 года Левитин вновь назначен Советником Президента Российской Федерации.

## Общественная деятельность

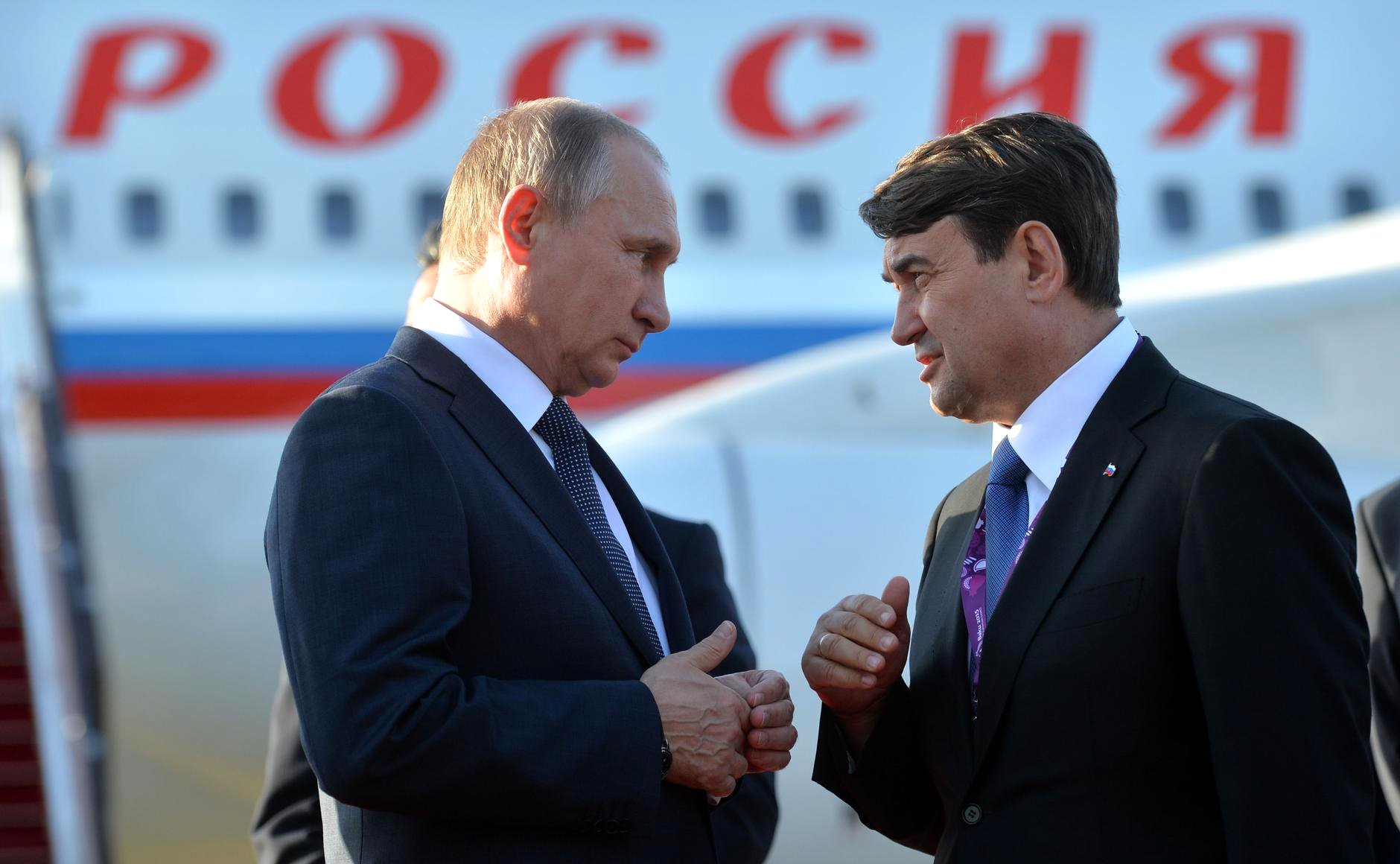
Прибытие Владимира Путина в Баку на церемонию открытия Первых Европейских игр. 12 июня 2015 года

Занимал должности члена наблюдательного совета (2004—2006), президента Федерации настольного тенниса России (ФНТР) с 2006 до 2008, председателя наблюдательного совета (2008—2012) и председателя попечительского совета ФНТР (2012 — настоящее время).
В СМИ отмечалось активное развитие настольного тенниса в России, начавшееся после прихода И. Левитина в федерацию этого вида спорта. В частности, был сделан серьёзный акцент на активном участии в деятельности международной и континентальной федераций. В результате в 2008 году в Санкт-Петербурге Россия приняла чемпионат Европы по настольному теннису. Также были проведены мировые туры Международной федерации настольного тенниса (ITTF World Tour) с 2006 года, Кубок мира 2009, Суперкубки Европы (c 2007), Чемпионат Европы по настольному теннису 2015 в Екатеринбурге, Чемпионат мира по настольному теннису среди команд 2010 в Москве (мужская сборная России заняла 6-е место). Левитиным была от правительства России получена гарантия проведения командного Чемпионата мира 2020 года в Екатеринбурге в случае победы заявки в ИТТФ. За эти годы командный чемпионат России по настольному теннису стал одним из сильнейших в Европе. В клубах России выступают такие известные спортсмены, как Владимир Самсонов (Белоруссия), Дмитрий Овчаров (Германия), Дзюн Мидзутани (Япония).
Возглавляемый Игорем Левитиным попечительский совет ФНТР способствовал созданию специализированных центры настольного тенниса созданы в городах России — Москве, Санкт-Петербурге, Екатеринбурге (Центр олимпийской подготовки сборных команд России и школа настольного тенниса Татьяны Фердман в Балтыме и Верхней Пышме), Казани, Сорочинске, Оренбурге. Также попечительским советом ФНТР организуются тренерские и судейские семинары в регионах России с приглашением зарубежных лекторов: Ричард Праузе, Ференц Коршай, Дубровка Скорич. Проводится работа по совершенствованию правил проведения соревнований, предложенные новшества проходят проверку в ходе проводимых в России турниров по настольному теннису.
В сентябре 2012 года вошёл в комиссию по вопросам развития авиации общего назначения, созданную распоряжением Владимира Путина. Возглавил её помощник президента России Юрий Трутнев, в её состав вошёл, в частности, и министр транспорта Максим Соколов.
В мае 2014 года избран вице-президентом Общероссийского союза общественных объединений «Олимпийский комитет России». Распоряжением президента ОКР назначен спецпредставителем Олимпийского комитета России на первых Европейских играх в Баку, которые прошли с 12 по 28 июня 2015 года. В программу игр включены соревнования по 20 видам спорта, 16 из которых олимпийские. 11 из них станут отборочными к летней Олимпиаде 2016 года в Рио-де-Жанейро.
В октябре 2014 года Левитин вошёл в состав наблюдательного совета по проведению чемпионата мира по футболу в 2018 году.
Входит в состав попечительского совета образовательного центра «Сириус» для одарённых детей в Сочи, созданном на базе олимпийской инфраструктуры по инициативе президента РФ. Центр рассчитан на бесплатное обучение 600 детей в возрасте 10-17 лет, которых сопровождают более 100 преподавателей и тренеров.
По инициативе Левитина с 2015 года в России отмечается Всемирный день настольного тенниса. Первое мероприятие прошло 6 апреля 2015 года в ГУМе, где помощник президента сам сыграл несколько партий.
В сентябре 2020 года Левитин был избран президентом Европейского союза настольного тенниса.
2 марта 2022 года Левитин объявил о своем решении самоотстраниться от всех функций, связанных с его должностью президента Европейского союза настольного тенниса, до дальнейшего уведомления.

## Семья
Женат. Дочь Юлия Зверева — специалист по социологии и юриспруденции, преподаёт в МГУ, занимается бизнесом.
Помимо настольного тенниса Левитин также увлекается футболом и волейболом.
Согласно данным, размещённым в декларации, содержащей сведения о доходах, расходах, об имуществе и обязательствах имущественного характера лиц, замещающих государственные должности Российской Федерации, за 2018 год Игорь Левитин заработал 16 478 105 рублей. Доход его супруги за тот же период составил 3 912 347 рублей. В 2020 году заработал на своей должности 43 млн руб.
Брат Левитина — Леонид — имеет активы минимум на 300 млн долларов. Они начали появляться, когда Игорь Евгеньевич стал министром транспорта. По данным Важных историй, рост такого состояния произошёл в связи с деятельностью офшорных компаний, работавших или знакомых с Игорем Левитиным.

## Санкции
В 2022 году, после нападения России на Украину, Левитин был внесены ФБК в список коррупционеров и разжигателей войны с предложением введения против него международных санкций. Также в список были включены родственники:,брат Леонид Левитин, жена брата Неля и племянница Александра как «участники и бенефициары коррупционных схем, направленных на получение незаконных источников дохода через семейные связи с коррумпированными политиками».
19 мая 2023 года включён в блокирующий санкционный список США против чиновников, «элит и их пособников» за поддержку «военных усилий России». 23 февраля 2024 года Левитин включён в санкционный список Канады против «ключевых элементов прямой и косвенной поддержки полномасштабного вторжения России в Украину».

## Факты и критика
Согласно опубликованной в апреле 2010 года декларации министра транспорта Левитина, в 2009 году он заработал более 21,59 миллиона рублей. Базируясь на этих данных, где источники дохода не раскрывались, журнал «Власть» отнёс Левитина к числу чиновников, у кого «зарплата явно составляет менее половины доходов». В декларации значилось, что в долевой собственности (1/3) Левитина находятся два земельных участка, дачный дом с хозяйственными постройками, квартира общей площадью 118,4 м². и одно машино-место: общее с женой, вместе с которой они владеют двумя автомобилями Mercedes-Benz.
По итогам 2010 года вошёл в тройку самых богатых членов Правительства РФ, наряду с Ю. Трутневым и А. Хлопониным: по официальным данным, за этот год Левитин заработал 22 миллиона 657 тысяч рублей.
В период деятельности Левитина в качестве министра транспорта правительства России в стране произошёл ряд резонансных авиапроисшествий с сотнями человеческих жертв. После трёх подряд в один год авиакатастроф пассажирских лайнеров в российском небе близ Сочи (2006), под Иркутском (2006) и Донецком (2006), а также в Перми (2008), под Ярославлем (2011) (все с массовой гибелью пассажиров и экипажа на борту) Левитин возглавлял правительственные комиссии по расследованию причин и оказанию помощи пострадавшим. Частота и повторяемость катастроф, спорные выводы комиссий по расследованию вызвали общественную критику в адрес Левитина, вследствие чего он получил в прессе прозвище «министр катастроф».

## Награды
- Юбилейная медаль «60 лет Вооружённых сил СССР» (1978)
- Орден «За заслуги перед Отечеством» III степени (15 февраля 2012) — за большой вклад в проведение государственной политики в области транспорта и многолетнюю добросовестную работу[107][108]
- Орден «За заслуги перед Отечеством» IV степени (20 сентября 2009) — за большой вклад в развитие транспортного комплекса и многолетнюю добросовестную работу[109]
- Орден Почёта (Армения, 17 октября 2008) — за значительный вклад в укрепление дружественных связей между народами Армении и России, а также углублению экономических связей между двумя государствами[110]
- Медаль «За развитие железных дорог» (9 января 2008) — за большой вклад в развитие железнодорожного транспорта[111]
- Медаль Столыпина П. А. II степени (8 декабря 2010)) — за заслуги в разработке и реализации стратегии развития транспортной инфраструктуры Российской Федерации[112]
- Благодарность Правительства Российской Федерации (6 апреля 2009) — за большой вклад в подготовку и проведение Года Российской Федерации в Китайской Народной Республике и Года Китайской Народной Республики в Российской Федерации[113]
- Орден Святого благоверного князя Даниила Московского I степени (22 февраля 2012 года)[114]
- Орден Преподобного Сергия Радонежского I степени (18 июля 2014) — Во внимание к помощи, оказываемой Троице-Сергиевой лавре[115]
- Орден Святого благоверного великого князя Александра Невского II степени (Русская православная церковь) (2022) — во внимание к помощи Русской православной церкви и 70-летием со дня рождения[116].

## Классный чин
- Действительный государственный советник Российской Федерации 1 класса (21 августа 2012)[117].